# Jean-Paul Maunick
Jean-Paul (Bluey) Maunick (Mauritius, 19 februari 1957) is een Britse gitarist, orkestleider, componist en muziekproducent.

## Biografie
Bluey is de leider van de Britse acid-jazz-band Incognito sinds de vestiging in 1979. Er zijn studioalbums en enkele live-, remix- en verzamelalbums van verschenen. Hij heeft met onder anderen Paul Weller, George Benson, George Duke, Stevie Wonder, Maxi Priest, Jocelyn Brown en Terry Callier gewerkt. Bluey is de zoon van de Mauritiaanse dichter Édouard Maunick en Armande Mallet. Hij werd geboren in Mauritius en verhuisde op zijn negende naar het Verenigd Koninkrijk.

## Discografie

### Met Light of the World
- 1979 - Light of the World
- 1980 - Trip
- 1982 - Check us Out

### Met Incognito
- 1981 - Jazz Funk
- 1991 - Inside Life
- 1992 - Tribes, Vibes, Scribes
- 1993 - Positivity
- 1995 - 100° and Rising
- 1996 - Beneath the Surface
- 1999 - No Time Like the Future
- 2001 - Life, Stranger than Fiction
- 2002 - Who Needs Love
- 2004 - Adventures in Black Sunshine
- 2005 - Eleven
- 2008 - Tales from the Beach
- 2010 - Transatlantic RPM
- 2012 - Surreal
- 2014 - Amplified Soul
- 2016 - In Search of Better Days
- 2019 - Tomorrow's New Dream

### Met Citrus Sun
- 2001 - Another Time Another Space
- 2014 - People of Tomorrow
- 2018 - Ride Like the Wind
- 2020 - Expansions and Visions

### Solo
- 2013 - Leap of Faith